# Єсенске
Єсенске (словац. Jesenské) — село, громада округу Левіце, Нітранський край. Кадастрова площа громади — 3.79 км².
Населення 50 осіб (станом на 31 грудня 2018 року).

## Історія
Єсенске згадується 1292 року.

## Населення
| Рік:            | 1994. | 2004.   | 2014. | 2024.    |
| --------------- | ----- | ------- | ----- | -------- |
| Кількість осіб: | 49    | 51      | 51    | 44       |
| Різниця:        |       | +4,08 % | +0 %  | -13,72 % |

| Рік:            | 2023. | 2024. |
| --------------- | ----- | ----- |
| Кількість осіб: | 44    | 44    |
| Різниця:        |       | +0 %  |